# Marie Dujardin-Beaumetz
Eulalie Marie Louise Petiet, més coneguda com a Marie Petiet, (Limós, Aude, 20 de juliol de 1854 - París, 16 d'abril de 1893) va ser una pintora francesa.

## Trajectòria
Pertanyent a una família de terratinents i artistes afeccionats, va conèixer la pintura des de molt jove. La seva mare va ser Marie Pauline Eulalie Maraval, el seu pare el baró Léopold Henri Petiet. Marie Petiet es va casar el 1886 a París amb Étienne Dujardin-Beaumetz, pintor i polític de la Tercera República, que fou sotssecretari d'Estat de Belles Arts en diferents governs i també pintor afeccionat.
Marie Petiet va començar a pintar fent còpies de Diego Vélazquez, Pierre Paul Rubens i Frans Hals. El 1867, amb només 13 anys, va crear totes les estacions del Calvari per a l'església de La Besòla, edifici en la restauració del qual havien participat el seu pare i el seu oncle Auguste Petit. Es va formar amb Louis Hector Leroux i després va entrar en el taller de Jean-Jacques Henner, que la va orientar cap a l'art del retrat.
Tota la seva obra està impregnada de realisme i frescor, retratant la vida provinciana a Aude. Una de les seves pintures més famoses és Les Blanchisseuses (Limós, Museu Petiet), que es mostrà al Saló de Belles Arts de París el 1882. S'exhibeix de manera permanent en el Museu Petiet de Limós i ha visitat diverses exposicions a París, Carcassona o Madrid.

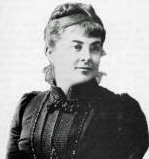
Fotografia de Marie Petiet

## El Museu
El 1880, Léopold Petiet, pare de l'artista i alcalde de La Besòla, va donar el seu taller a l'ajuntament de Limós per a muntar una escola de dibuix que posteriorment es convertiria en el Museu Petiet. Aquesta donació va ser completada per Marie Petiet i el seu marit, amb els quadres de l'artista. El museu conserva l'encant de l'̟època i mostra la pintura de la segona meitat del segle XIX i principis del segle XX: academicisme, puntillisme, moviments postimpressionistes i les col·leccions de Marie Petiet i d'Achille Laugé, un altre pintor de l'Aude.

## Obres
- Cambrai, Museu de Cambrai: Jeunes filles au travail, 1890, obra perduda.
- Carcassonna, Museu de Belles-Arts: La Liseuse endormie, 1882, oli sobre tela.
- Limós, Museu Petiet:
  - Guignol au village, 1886, oli sobre taula
  - Jeune fille lisant une lettre, donació de la família Moulis
  - Jeunes filles à l'église
  - La Jeune Fille aux oies
  - La Liseuse
  - Les Blanchisseuses
  - Trois Grisettes toulousaines, 1879
  - Rêverie, donació de la família Grillères
  - Autoportrait, 1875
  - Portrait de Madame M.F, 1891.
- Saintes, Museu de l'Échevinage: Le Repos du modèle, 1882.

- En ubicació desconeguda:
  - Le Travail interrumpu, 1883, oli sobre tela, medalla en l'exposició de Rochefort-sud-Mer el 1883.
  - La Rosita, 1883, oli sobre tela, obra venuda el 2018 a l'Uruguai.[9]
  - Le Petit Journal, oli sobre tela, exposat al Saló de París de 1883.
  - Lingerie, oli sobre tela, exposada en el Saló de París de 1884.

## Galeria

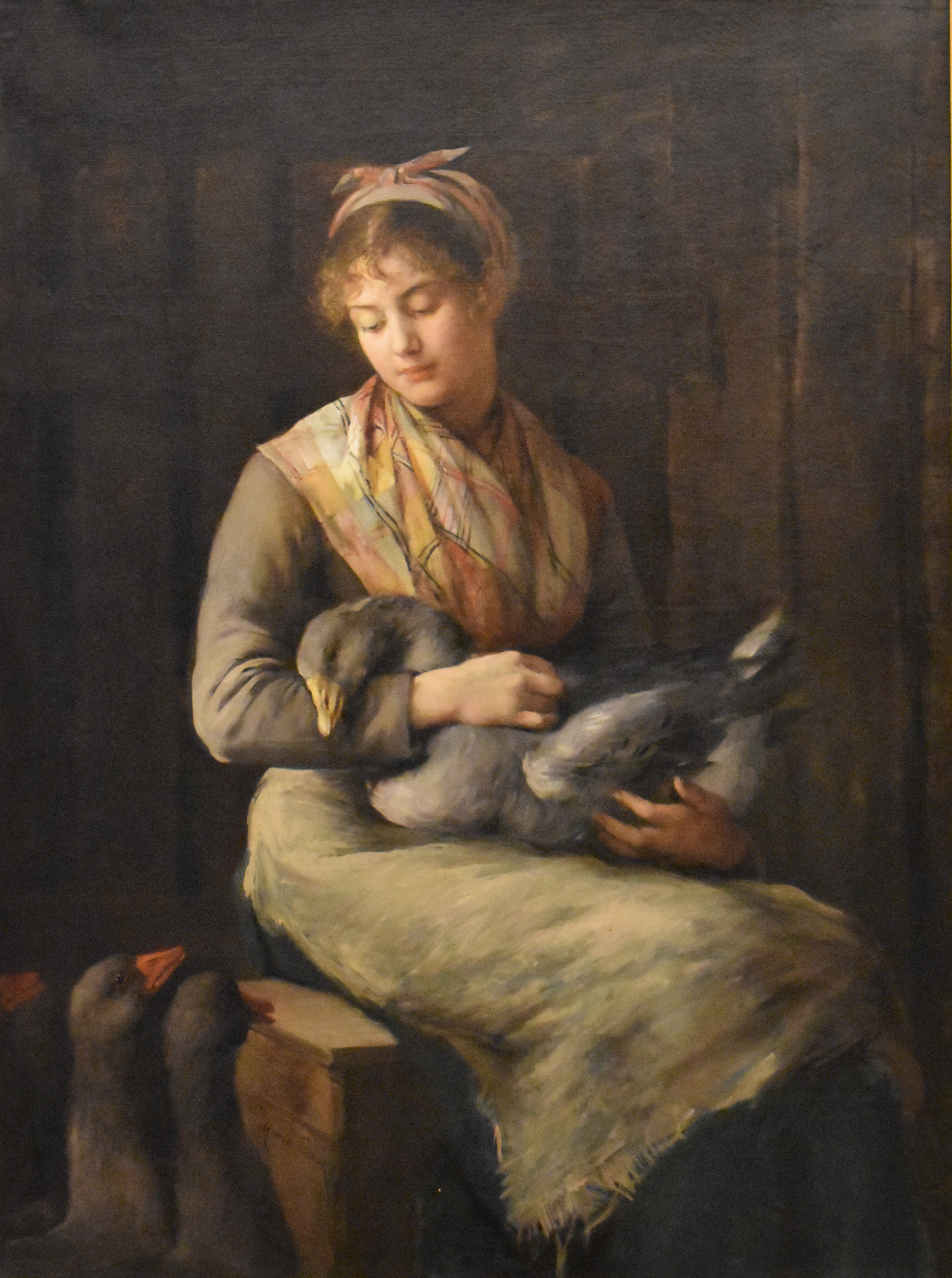
Jeune fille aux oies (dècada de 1870), Limós, Museu Petiet.
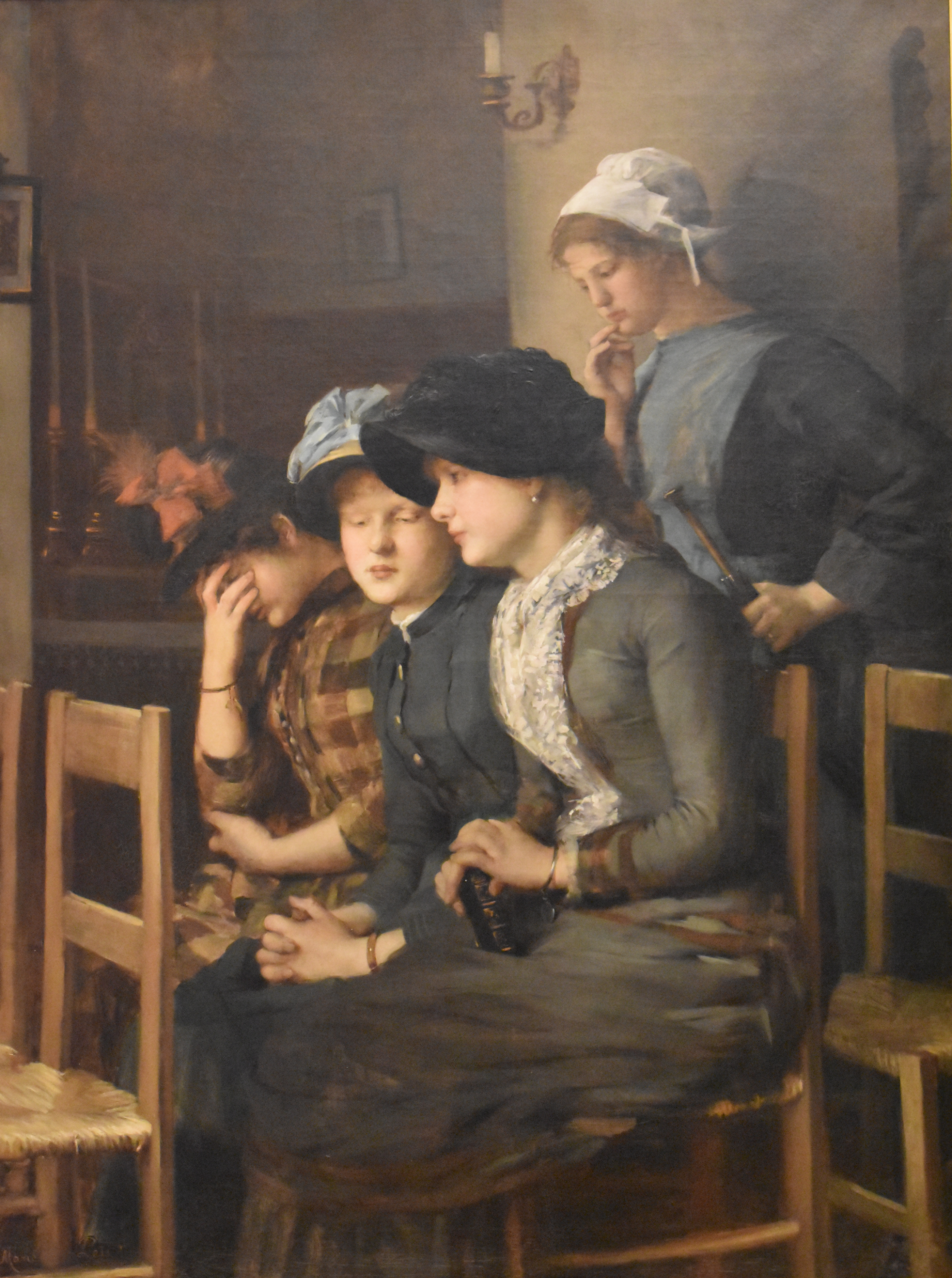
Jeunes filles à l'église (1870-1893), Limós, Museu Petiet.
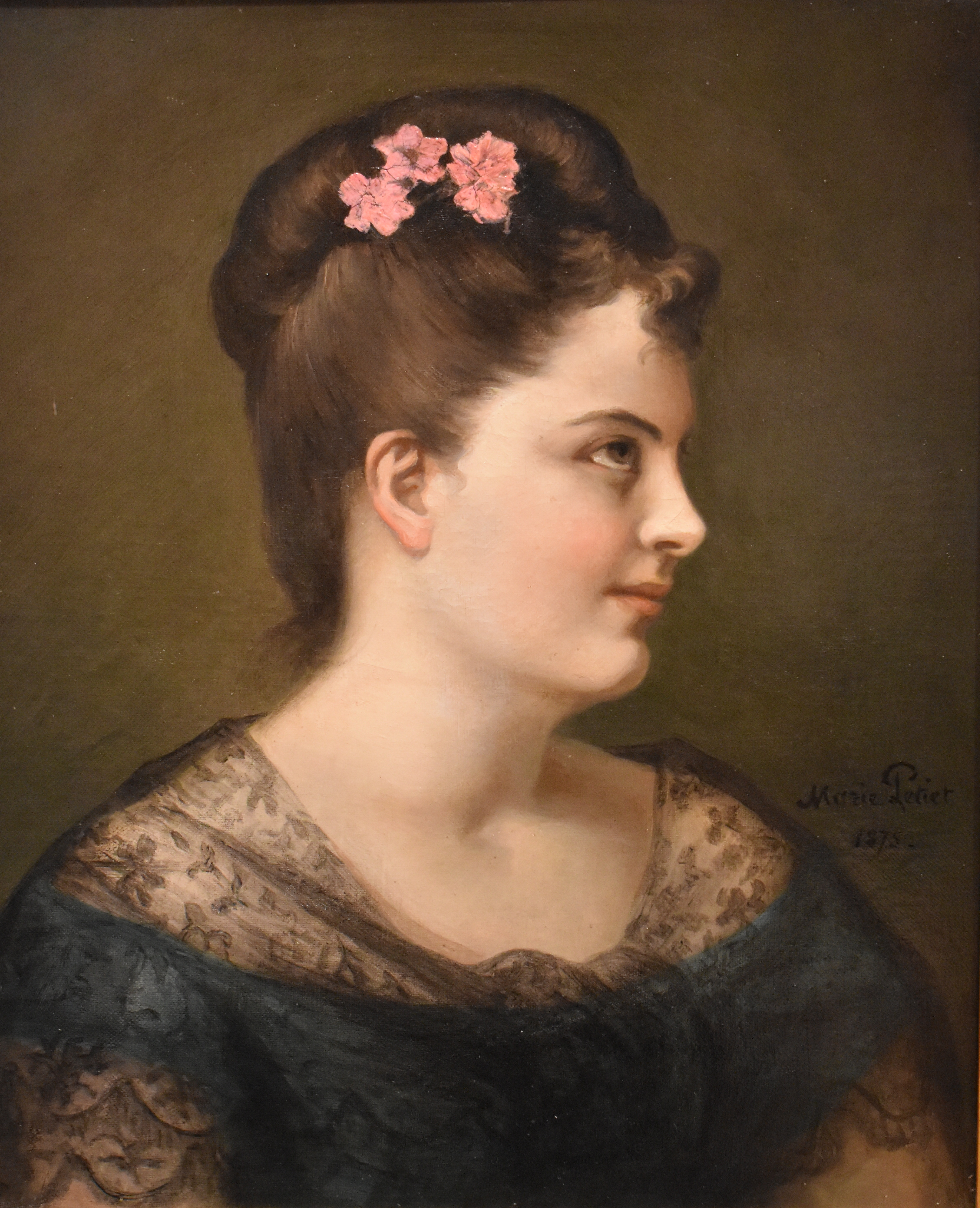
Autoretrat (1875), Limós, Museu Petiet.
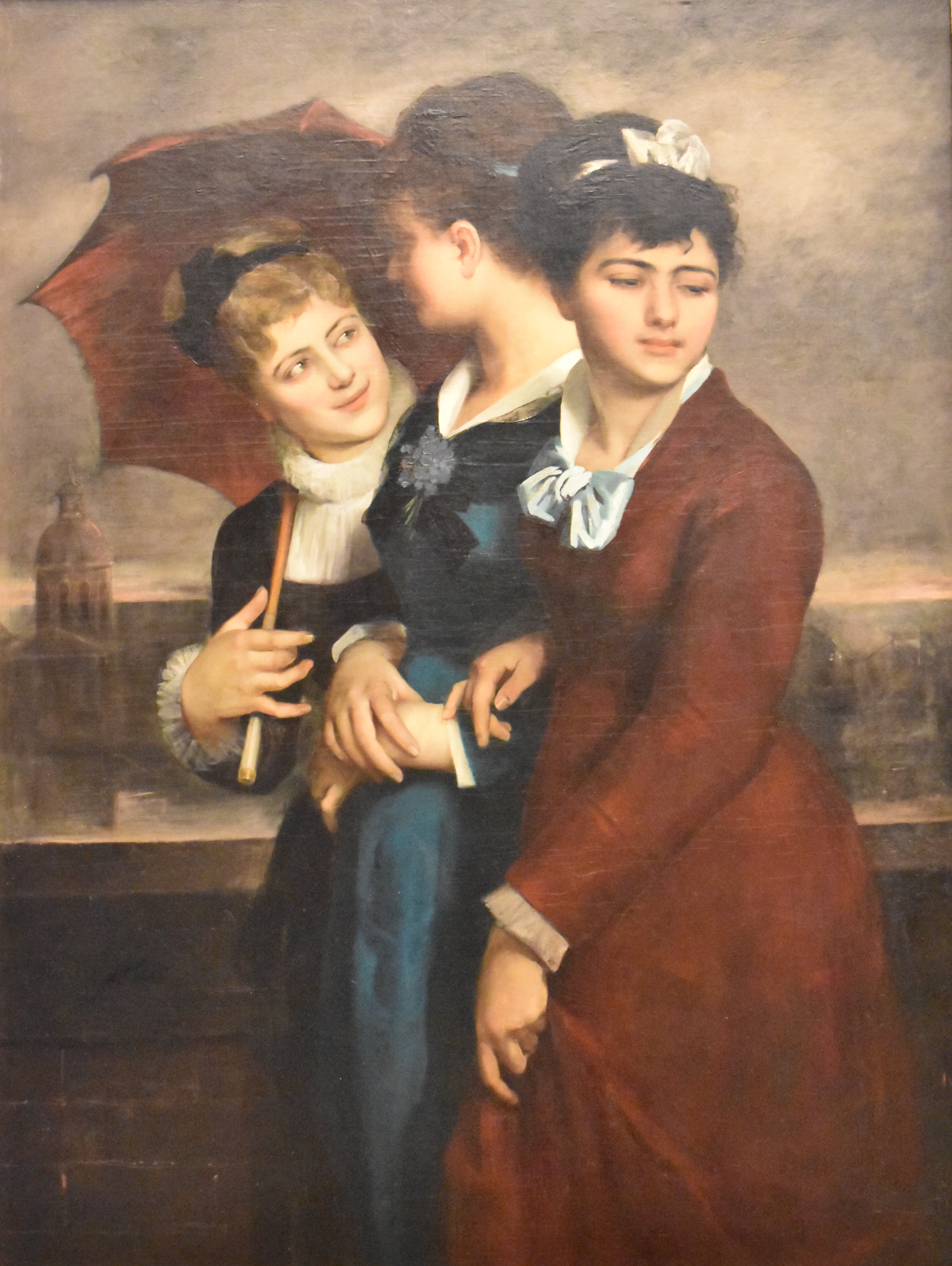
Trois grisettes toulousaines (1879), Limós, Museu Petiet.
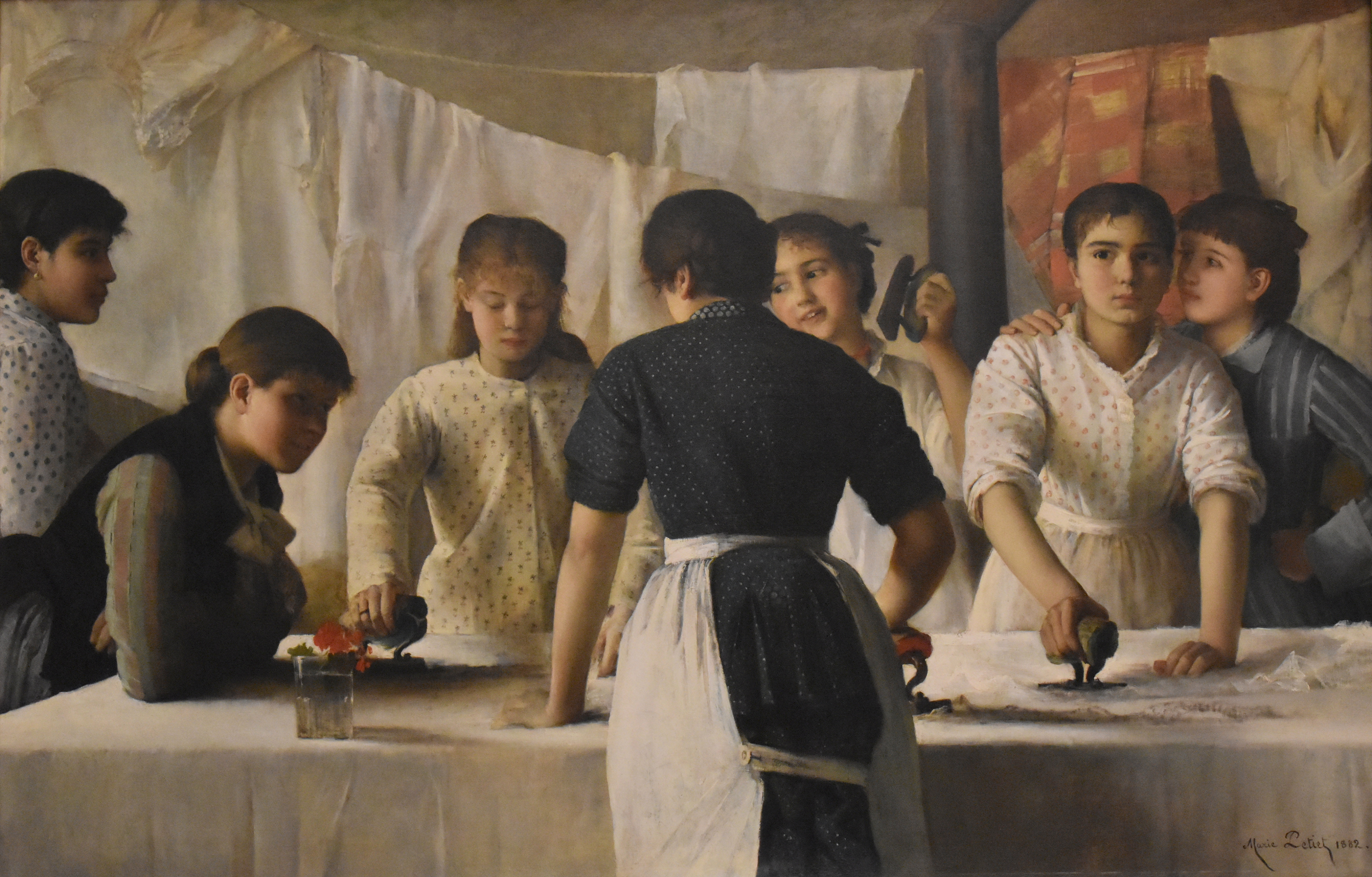
Les Blanchisseuses (1882), Limós, Museu Petiet.
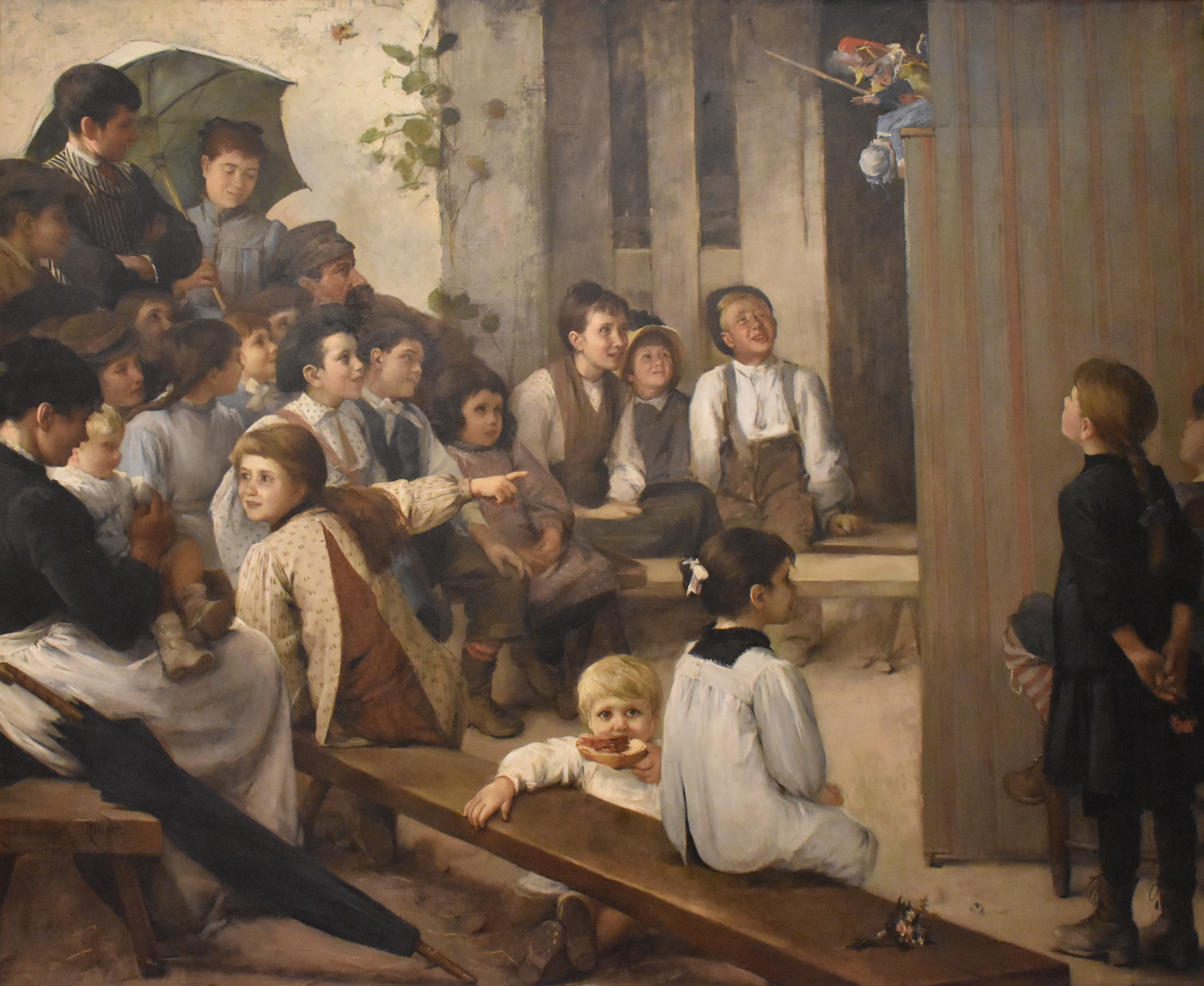
Guignol au village (1886), Limós, Museu Petiet
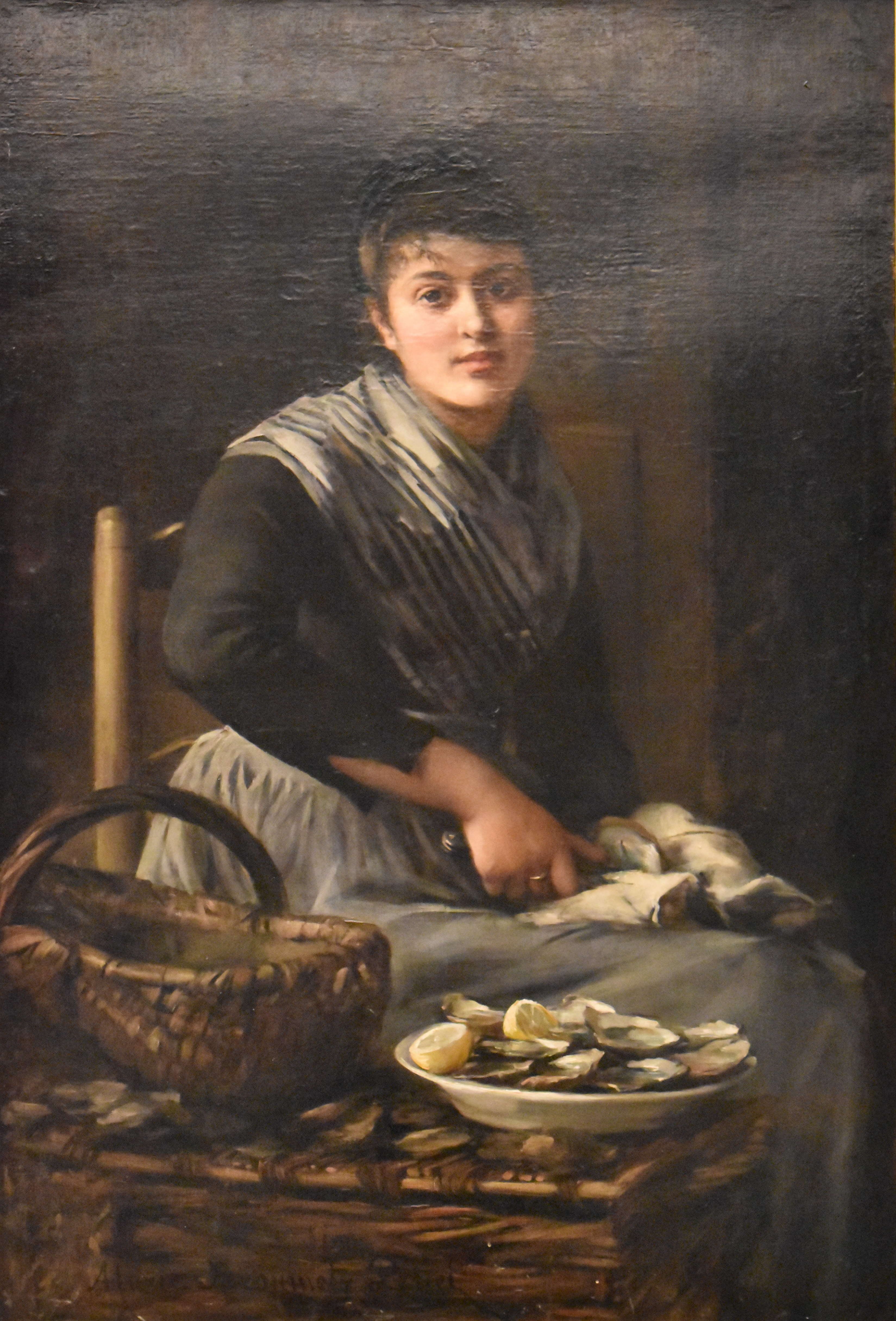
Écaillère (1886-1889), Limós, Museu Petiet.
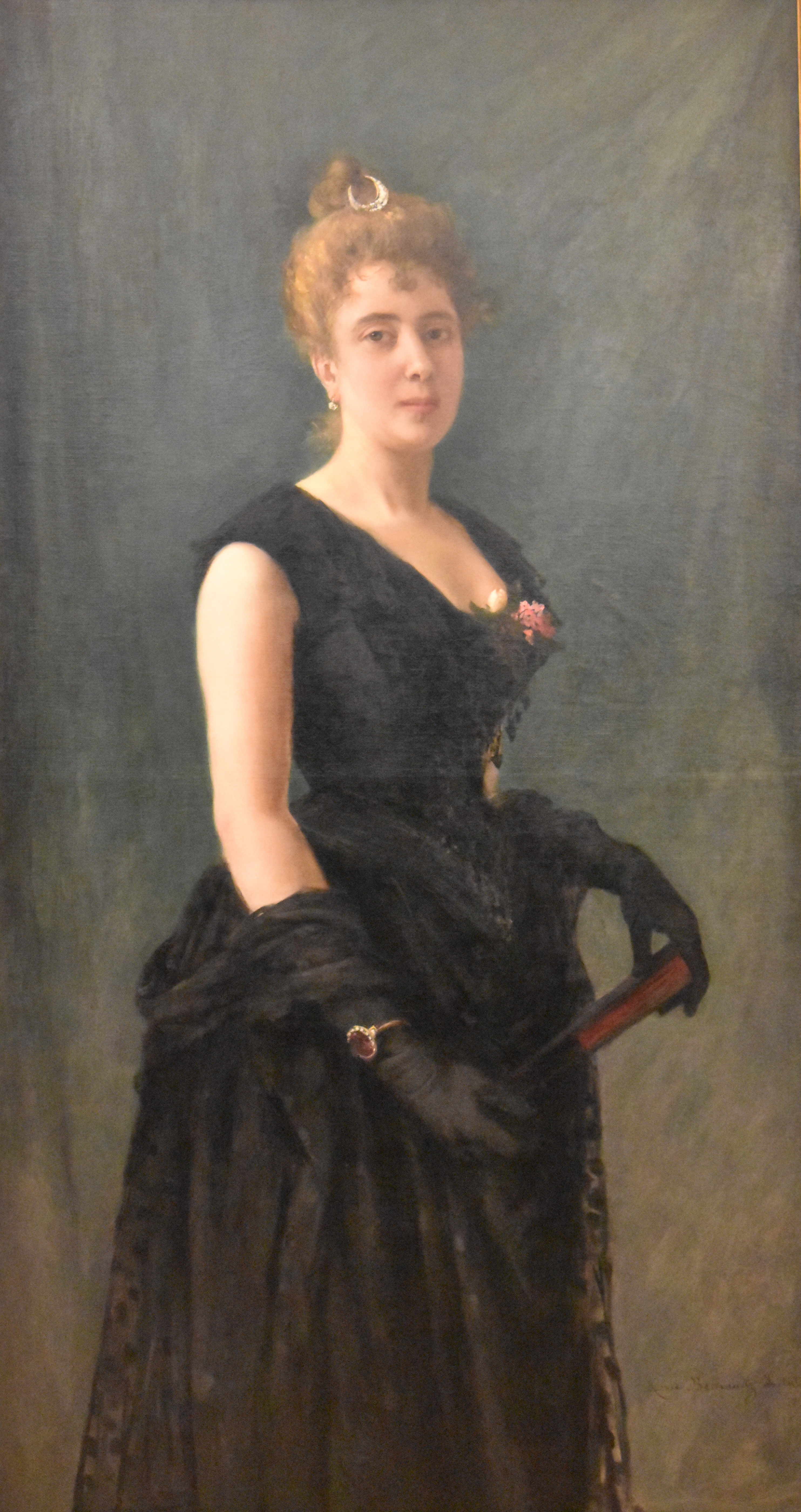
Retrat de la senyora MF (1891), Limós, Museu Petiet.
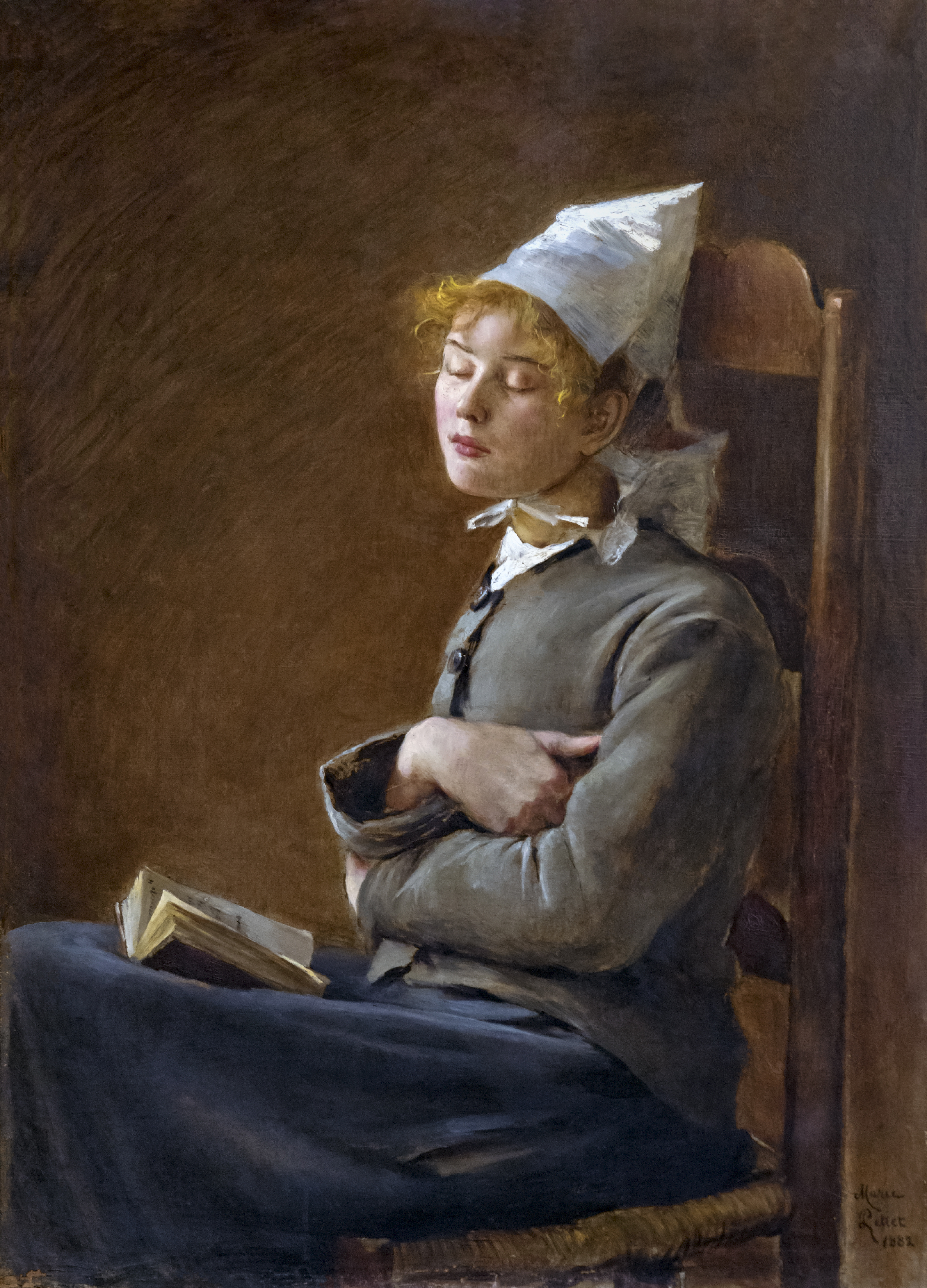
La Liseuse endormie (1882) Museu de Belles Arts de Carcassona

## Exposicions
- Marie Petiet, pintora del segle XIX, Museu de Belles Arts de Carcassona, del 4 de juliol al 27 de setembre de 2014.
- Formà part de l'exposició Women Artists in Paris, 1850–1900, celebrada entre juny i setembre de 2018.[5]
- Maestras, Museu Thyssen-Bornemisza, de Madrid, finals de 2023.[10]